# Johan Karlström
Denna artikel handlar om ingenjören Johan Karlström. För ekonomen Johan Carlström, se Johan Carlström
Johan Erik Karlström, född 10 januari 1957, är en svensk företagsledare. Han blev 2008 verkställande direktör för Skanska.
Karlström tog examen vid Kungliga Tekniska högskolan (KTH) 1985 som civilingenjör på väg- och vattenprogrammet. Han anställdes 1983 inom Skanska-koncernen, där han varit verksam sedan dess förutom åren 1995–2001 då han var vd för BPA.
Karlström invaldes 2008 som ledamot av svenska Kungliga Ingenjörsvetenskapsakademien.